# Guliàixor
Guliàixor (en rus: Гуляшор) és un poble (un possiólok) de la República de Komi, a Rússia, segons el cens del 2010 tenia 308 habitants.